# Villa Wållgren

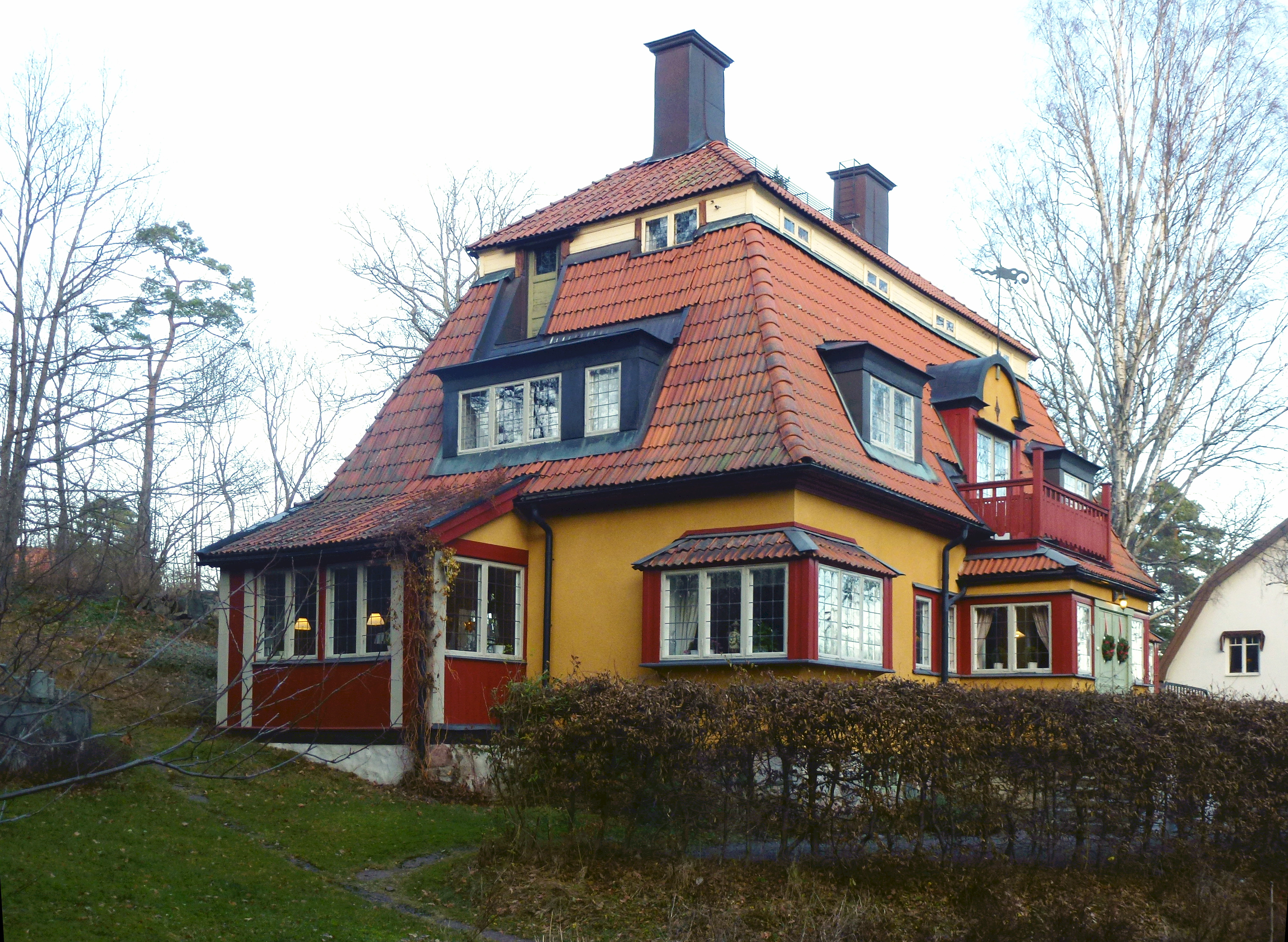
Villa Wållgren i december 2013.

Villa Wållgren är en kulturhistoriskt värdefull byggnad vid Prästgårdsvägen 1 i Storängen, Nacka kommun. Villan ritades 1907 av arkitekt Ivar Callmander och bedöms enligt en kulturhistorisk byggnadsinventering av Storängen år 1979 som ”omistlig”.

## Beskrivning

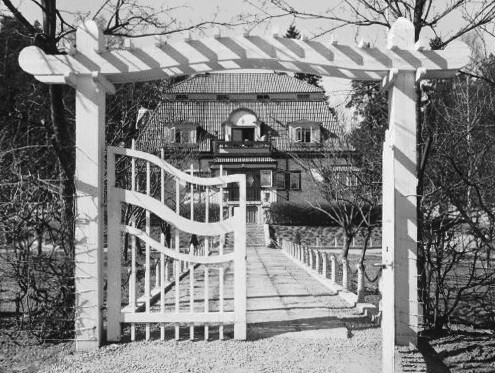
Villan 1933 på Emile Stiebels tid.

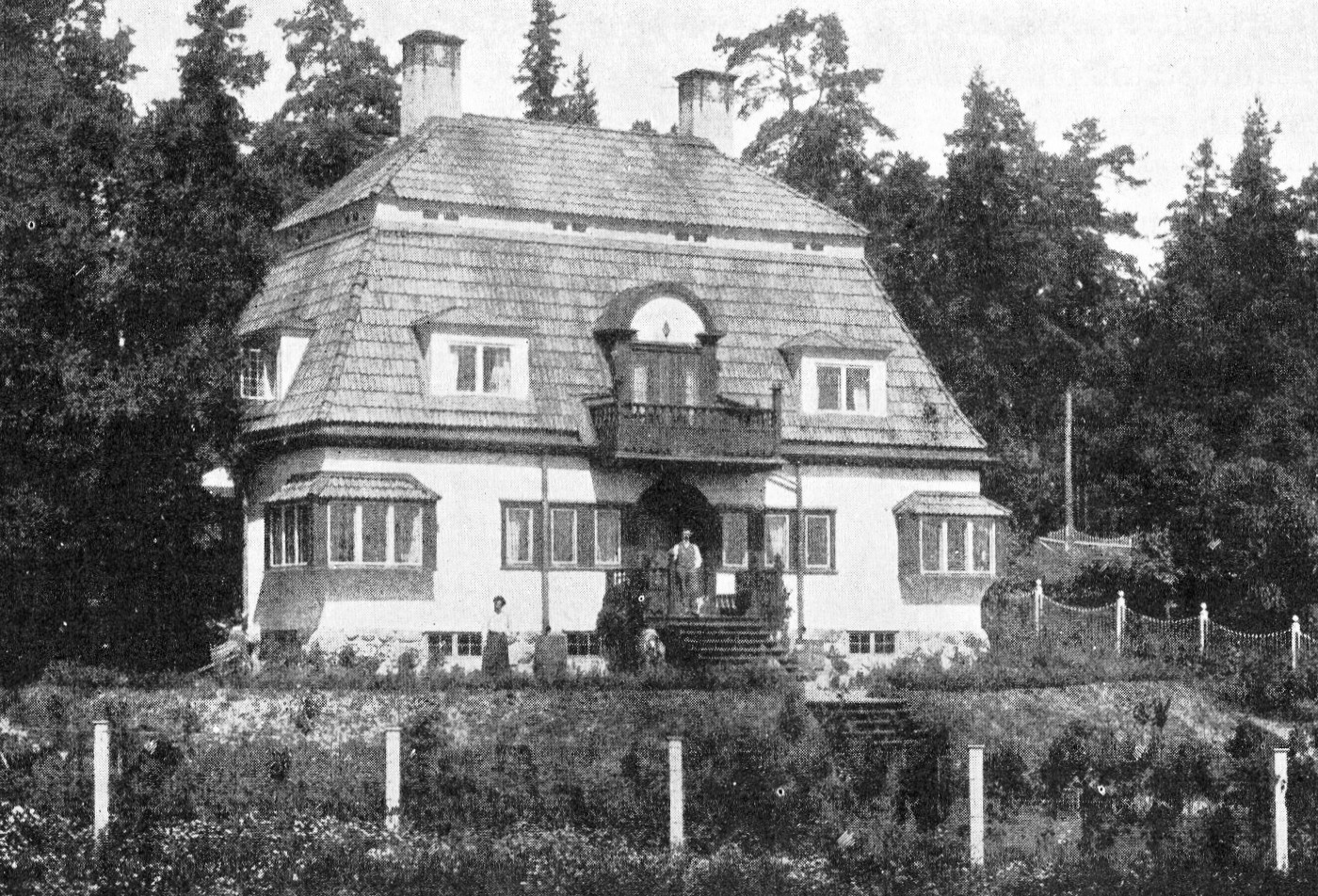
Villa Wållgren 1911 med herr Wållgren på entrétrappan och fru Wållgren i trädgården.

Storängens villasamhälle grundades år 1904 av Tjänstemännens egnahemsförening och lockade till sig inte bara tjänstemän från övre medelklass utan även universitetslärare, direktörer, konstnärer och några ingenjörer. Den nyöppnade järnvägen Stockholm-Saltsjön (Saltsjöbanan) med sin snabba trafikförbindelse till och från Stockholm och hållplats i Storängen bidrog till att villasamhället blev attraktivt.
Byggherre till Villa Wållgren var ingenjör Ernst Wållgren som bland annat var direktör i Sveriges verkstadsförening (1904-1919). Han anlitade 1907 arkitekt Ivar Callmander att rita sitt och familjens nya hem på landet i det nygrundade villasamhället Storängen. Callmander bodde själv redan några hus längre bort vid Prästgårdsvägen 8, dit han flyttade 1906. Medan Callmanders eget hus hade en enkel, nästan återhållsam, arkitektur, skapade han för Wållgren en typisk representant för nationalromantiken, stilidealet kring sekelskiftet 1900 och övervägande använd i Storängen.
Byggnaden är ett putsat trähus i en våning med en vindsvåning under ett högt, valmat sadeltak. Taket är täckt med tegel, har ett fönsterband högst upp och är lätt utsvängt vid takfoten. Runt fasaden märks flera mindre utbyggnader och över hörn placerade burspråk. Fönstren är övervägande blyinfattade. Fasaderna är avfärgade i gul kulör medan detaljer som räcken och omfattningar är rödmålade. Efter Ernst Wållgrens död i augusti 1926 bodde operasångaren och skådespelaren Emile Stiebel i huset; han flyttade därifrån år 1941.